# Altenfurt, Moorenbrunn
Altenfurt, Moorenbrunn ist ein statistischer Bezirk im Süden Nürnbergs. Er besteht aus dem südlichen Teil des Stadtteils Altenfurt und aus dem Stadtteil Moorenbrunn und gehört zum Statistischen Stadtteil 3 “Südöstliche Außenstadt”. Der Bezirk besteht aus den Distrikten 380 Moorenbrunn und 381 Altenfurt.